# 한호동 (기업인)

광산회사 한호동 회장

한호동 회장은 대한민국의 기업인, 광업권 보유자 였으며, 김천 출신의 전통 사대부 가문 출신이다. 일제강점기와 해방 이후 한국 산업화 초기기에 섬유, 철강, 광업 등 다양한 분야에서 활동하였다. 현대해상 전 지사장 한문의 아버지 이자 규일그룹 한규설 대표의 친할아버지 이며, 한규설 대표는 한호동 회장의 종손 이다.
생애 및 배경
경상북도 김천에서 통정대부 돈녕부도정을 역임한 한병석의 직계손으로 태어났다. 부친 한찬수는 측량회사 대표로 활동했다.
1930년대 김천고등보통학교를 졸업한 뒤, 김천철도공사에서 근무 후 일본 메이지대학교에서 유학하여 경영학을 전공하였다. 귀국후 섬유사업을 하다가, 광산개발 사업으로 전향 했다.
경력 및 사업 활동
1940-1950년대: 대구 대한방직 근무
1954년: 쌍용양회 김성곤 회장과 교류하며 상공업 기반 확보
1955년: 대구에서 섬유 사업 
1960년대 중후반: 서울 을지로3가에서 도장업, 철강 유통 사업
1970년대: 광업권 보유 및 채굴권 사업
1978년경-1981년: 경북 영덕 유금 일대 직접 구리 광산 개발
가문 및 후손
한병석 (조부): 통정대부 돈녕부도정
한찬수 (부친): 측량회사 대표
한문 (아들): 전 현대해상 지사장
한규설 (장손/종손): 규일그룹 대표
외부링크: https://search.naver.com/search.naver?sm=tab_hty.top&where=nexearch&ssc=tab.nx.all&query=%ED%95%9C%EA%B7%9C%EC%84%A4+%EB%8C%80%ED%91%9C&oquery=%ED%95%9C%EA%B7%9C%EC%84%A4+%EB%8C%80%ED%91%9C&tqi=jceWYsqo1LVssu4Y4kVsssssslw-269657&ackey=v0oq4dwx